# Bernhard Kellermann
Bernhard Kellermann (Fürth, 4 marzo 1879 – Klein Glienicke, 17 ottobre 1951) è stato uno scrittore e giornalista tedesco.

## Biografia
Esordì in campo letterario con i cosiddetti "romanzi lirici" ispirati alle immagini d'atmosfera impressionistiche, come Yester und Li (1904), Ingeborg (1906) e Der Tor (1909). Tutti questi lavori sono basati sulle opere di Fëdor Dostoevskij, Knut Hamsun e Jens Peter Jacobsen e sono ambientati in un mondo fiabesco oppure in ambienti vaghi dove non è possibile riconoscere alcun contesto sociale e storico.
Raggiunse il successo con il romanzo di fantascienza Il tunnel sotto l'oceano (in tedesco: Der Tunnel, 1913), una sorta di reportage cinematografico che descrive la costruzione di un innovativo tunnel volto a collegare l'Europa e l'America, ponendo attenzione sulle questioni sociali come l'influenza intellettuale che gli Stati Uniti stavano esercitando sul vecchio continente. Scrisse altri romanzi di carattere sociale come Der 9. November (1920, messo al rogo durante i bücherverbrennungen), Die Brüder Schellenberg (1925) e Lied der Freundschaft (1935).
In campo giornalistico fu corrispondente per il Berliner Tageblatt durante la prima guerra mondiale, dalla cui esperienza scaturirono i libri Der Krieg im Westen (1915) e Der Krieg im Argonnerwald (1916), poi viaggiò per il mondo pubblicando diversi resoconti, soprattutto in Asia.
Con l'avvento del nazionalsocialismo venne espulso dall'Accademia dei poeti prussiani. Dopo la seconda guerra mondiale fu cofondatore e vicedirettore del Consiglio della Cultura per il rinnovamento democratico della Germania. Nel 1949 gli venne conferito il Premio nazionale della Repubblica Democratica Tedesca.